# Der Große Bär
Der Große Bär ist der Titel einer Künstlervereinigung, die 1924 in Ascona in der Schweiz gegründet wurde. Die sieben Mitglieder stammten aus den Vereinigten Staaten, Deutschland, den Niederlanden, Russland und der Schweiz. Nachdem Otto Niemeyer-Holstein 1933 an Ausstellungen der Vereinigung nicht mehr teilgenommen hatte, trat an seine Stelle Richard Seewald.

## Namensgebung
1924 schlossen sich in der Schweiz in Ascona am Lago Maggiore sieben Maler zu einer Künstlervereinigung zusammen. Benannt wurde sie nach dem Großen Bären, dem bekanntesten Sternbild am Nachthimmel.  Treibende Kraft dürfte die umtriebige russische Malerin Marianne von Werefkin gewesen sein. Sie war die älteste in dem Kollegenkreis und hatte viel Erfahrung in Vereinsgründungen. Der Große Bär wurde nicht zufällig im selben Jahr gegründet, in dem auch die Künstlergruppe Die Blaue Vier entstand. Zu vielfältig waren Werefkins Verbindungen zu deren Künstlern Lyonel Feininger, Alexej Jawlensky, Wassily Kandinsky und Paul Klee. Internationalität kennzeichnete die Zusammensetzung der Mitglieder beider Vereinigungen. Beide legten sich darüber hinaus auffälligerweise mit ihrer Namensgebung auf eine bestimmte Anzahl ihrer Mitglieder fest, die sie nie überschritten. Die Blaue Vier tat dies ganz sachlich. Der Name Der Große Bär scheint sich zunächst ebenso neutral nur auf die sieben hellen Sterne des Großen Wagens am europäischen Nachthimmel zu beziehen. Jedoch beinhaltet die Sieben eine vieldeutige Zahlensymbolik, die Werefkin nicht nur einmal verwendete.

## Vorgeschichte
Bereits 1897 hatte Werefkin in ihrer Wahlheimat München im Stadtteil Schwabing Künstler um sich geschart, die sich in der Tradition der Lukasgilden stehend verstanden. In einer Abhandlung schilderte Werefkin einen Kreis Gleichgesinnter und gab einen Einblick in ihr grundsätzliches Verständnis von Künstlervereinigungen: „Unsere Brüderschaft von Sankt Lukas, das ist die Vereinigung einiger weitherzig fühlender, denkender und liebender Menschen. Die Kunst hat uns vereint, wir haben uns kennen, schätzen und lieben gelernt. Kunst, Freundschaft und Sympathie für alles was schön, gut und edel ist, das ist unser Losungswort.“  In ihrem „rosafarbenen Salon“  trafen sich damals Maler wie Anton Ažbe, Igor Grabar, Alexej Jawlensky, Wassily Kandinsky, Dmitry Kardowsky (1866–1943) und viele andere bedeutende Künstler. 
Gustav Pauli, ehemals Museumsdirektor in Bremen und Hamburg, berichtete über die Zusammenkünfte bei Werefkin: „Hier […] erschöpfte man sich in der Erörterung schwieriger Grundprobleme alles Gestaltens oder plante Manifestationen, das heißt Ausstellungen. […] In dieser Welt […] bildete der Salon der Werefkin einen Mittelpunkt […] Nie wieder habe ich eine Gesellschaft kennengelernt, die mit solchen Spannungen geladen war. Das Zentrum, gewissermaßen die Sendestelle der fast physisch spürbaren Kräftewellen, war die Baronin [Werefkin]. Die zierlich gebaute Frau […] beherrschte nicht nur die Unterhaltung, sondern ihre ganze Umgebung. […] Über alle Fragen der Kunst und Literatur, der alten und neuen, wurde mit unerhörtem Eifer und eben soviel Geist debattiert.“ 
Auch der Vorsatz, eine Neue Künstlervereinigung München (N.K.V.M.) ins Leben zu rufen, aus der 1911 die Redaktion Der Blaue Reiter hervorgehen sollte, geht auf eine Idee zurück, die in der Weihnachtszeit 1908 in Werefkins Salon geboren wurde. Beteiligt waren außer Werefkin, Jawlensky, Adolf Erbslöh und Oscar Wittenstein (1880–1918).  Erst Anfang 1909 schlossen sich ihnen unter anderem Kandinsky und Gabriele Münter an und in den folgenden Jahren Franz Marc sowie viele weitere Künstler und Wissenschaftler.
An der Formulierung des Textes des Gründungszirkulars der N.K.V.M., das im Frühjahr 1909 veröffentlicht wurde, war Werefkin zumindest beteiligt. Das geht aus einem Brief hervor, den sie 1912 an Richart Reiche, den Leiter des Kunstvereins Barmen und Mitinitiator der legendären Kölner Sonderbundausstellung von 1912, schrieb: „Wir hatten es ja in hehren Worten der Welt verkündet, dass wir der künstlerischen Überzeugung wegen uns zusammengetan hatten, jeder Virtuosität fern, nur das Seelische der Kunst schätzend, jedem der diesen Weg einschlug, die Hand reichend.“ 

## Die Mitglieder des Großen Bären

### Ernst Frick
Ernst Frick war ein Schweizer Maler und Bildhauer, der den Beruf eines Metallgießers erlernt hatte. Künstlerisch bildete er sich zunächst autodidaktisch. In seiner Jugend war er anarchistischer Aktivist. Als Gewerkschafter redigierte er 1905 die Zeitschrift „Weckruf“ und lernte während eines Kuraufenthaltes 1906 in Ascona die Anarchisten und Bohemiens Erich Mühsam und Johannes Nohl kennen.  1910 kam Frick in Ascona mit dem Maler Richard Seewald zum ersten Mal in Kontakt. 1920 nahm er in Ascona Malunterricht bei dem rumänisch-deutschen Maler Arthur Segal. 1924 war er Mitbegründer des Großen Bären und stellte vorzugsweise mit dieser Künstlervereinigung aus. 1937 bezog er ein Häuschen auf dem Monte Verità, dem Hausberg Asconas.

### Walter Helbig
Walter Helbig war ein deutsch-schweizerischer Maler und Holzschneider. Ab 1894 studierte er an der Kunstakademie in Dresden bei Carl Bantzer und Otto Gussmann. 1906–1910 arbeitete er in Hamburg als freier Maler. Seit 1910 lebte Helbig in der Schweiz. Während des Winters arbeitete er in Berlin und hielt Kontakt zu deutschen Kollegen. So erkläre er am 22. April 1911 seine Mitgliedschaft bei der Neuen Sezession Berlin, deren Mitbegründer Arthur Segal war, der 1920 Lehrer von Ernst Frick werden sollte.  1911 gründete Helbig zusammen mit Hans Arp und Oscar Lüthy im schweizerischen Weggis die Künstlergruppe Der Moderne Bund. Dieser war bis 1914 aktiv, stellte unter anderem in Luzern und Zürich aus. Wiederholt präsentierte er sich seit 1911 in der Münchener Galerie Hans Goltz und in der Berliner Galerie Der Sturm von Herwarth Walden, wodurch sich für Helbig frühe Möglichkeiten zu einer Kontaktaufnahme mit Werefkin ergaben.
Nachgewiesen ist jedenfalls die Bekanntschaft zwischen Helbig und Werefkin ab 1913 durch einen Brief, den Richart Reiche (1876–1943), damals Leiter des Kunstvereins in Barmen, aus dem Hotel Marienbad in München an Werefkin richtete. Wiederholt stellten sie vor dem Ersten Weltkrieg zusammen aus, beispielsweise auf der IV. Ausstellung der Neuen Sezession Berlin, die vom 18. November 1911 bis 31. Januar 1912 stattfand. Auf dieser Ausstellung war Werefkin zusammen mit weiteren zehn Mitgliedern der N.K.V.M. vertreten, zu der bei Ausstellungsbeginn noch Kandinsky, Marc und Münter gehörten. Interessanterweise stellten sie damals mit den Vertretern der Künstlergruppe Die Brücke aus. Mit dem Beitritt des Brücke-Malers  Cuno Amiet in den Verein Der Moderne Bund wurde eine Verbindung zwischen Helbig und Werefkin nochmals gefestigt. Denn Amiet verkehrte schon 1909 in München „öfters“  bei Werefkin und Jawlensky und wurde neben Klee und seiner Frau Lily  (1876–1946) einer ihrer besten Schweizer Künstlerfreunde.  1913 stellte er auf dem Ersten Deutschen Herbstsalon in Berlin aus, auf der unter anderem auch Werefkin, Gordon Mallet McCouch, Otto van Rees und Richard Seewald vertreten waren. 1918 wurde Helbig Mitglied der sozial ausgerichteten Berliner Novembergruppe.  1924 zog er nach Ascona und wurde Mitbegründer des Großen Bären. 1938 erwarb er das Bürgerrecht von Ascona.

### Albert Kohler
Albert Kohler war ein Schweizer Maler. Seine Künstlerlaufbahn begann er 1902 an der Münchener Akademie der Bildenden Künste bei dem Historienmaler Johann Caspar Herterich. Anschließend studierte er bei Franz von Stuck.  Wann Kohler vor seinem Eintreffen in Ascona mit Werefkin Kontakt gehabt haben könnte, ist noch nicht erforscht. 1924 war er Mitbegründer des Großen Bären.

### Gordon Mallet McCouch
Gordon Mallet McCouch (1885–1956) war ein amerikanischer Maler. 1908 studierte er an der Königlichen Akademie der Bildenden Künste in München bei dem deutsch-amerikanischen Professor Carl von Marr. Auch er stellte 1913 im Ersten Deutschen Herbstsalon aus. 1914 ließ er sich in Ascona nieder und war 1924 Mitbegründer des Großen Bären.

### Otto Niemeyer-Holstein
Otto Niemeyer-Holstein war ein deutscher Maler. Von 1902 bis 1914 besuchte er die Oberrealschule in Kiel. In seinem musischen Elternhaus erhielt er prägende Kunsteindrücke. Als 1914 der Erste Weltkrieg ausbrach, meldete er sich als Freiwilliger zu den Soldaten. An der Front bei Warschau erhielt er 1915 einen psychischen Schock und wurde darauf als dauernd verwendungsunfähig aus dem Militär entlassen.
Zur Rekonvaleszenz begab er sich 1916 in der Schweiz, wo er im Kanton Graubünden in dem Ort Zuoz unter Anleitung des Malers Otto Wyler (1887–1965) intensiv zu zeichnen und zu malen begann. 1918 zog er nach Ascona und lernte Werefkin und Jawlensky kennen, die ihm wichtige künstlerische Anreger wurden. 1919 besuchte er die Malschule von Arthur Segal. Danach folgten Studienreisen nach Italien, Deutschland und Frankreich. 1924 war er Mitbegründer des Großen Bären.
Seit 1931/32 weilte Niemeyer-Holstein immer wieder auf der Ostseeinsel Usedom, wo er 1933 sein Anwesen „Lüttenort“ erwarb. Als nach der Machtergreifung der Nationalsozialisten 1933 seine Bilder aus den Museen in Kiel, Duisburg und Chemnitz entfernt wurden, zog er sich nach Lüttenort zurück. Um seine künstlerische Tätigkeit in Deutschland nicht zu gefährden, nahm Niemeyer an den Ausstellungen des Großen Bären nicht mehr teil. Danach erst wurde die verwaiste Stelle im Verein Der Große Bär durch Richard Seewald wieder besetzt. 

### Otto van Rees
Otto van Rees war ein holländischer Maler. Zunächst Schüler von Jan Toorop ging van Rees 1904 nach Paris und studierte bei Auguste Herbin, André Lhote und Jules Pascin. Seit 1905 war er mit Kees van Dongen befreundet. 1907 war er als Wehrpflichtiger bei der holländischen Armee. Um 1910 machte van Rees die Bekanntschaft unter anderem mit Henri Le Fauconnier, Piet Mondrian und Fernand Léger. 1912 verbrachte er erstmals den Sommer in Ascona. Auch er stellte 1913 im Ersten Deutschen Herbstsalon aus. 1915 wurde van Rees aus dem Militärdienst entlassen und reiste mit Familie nach Ascona, wo er mit Arthur Segal und Hans Arp in Kontakt kam. Mit Arp stellte er in der Zürcher Galerie Tanner aus. 1917 hatte van Rees enge Beziehungen zum Dadaismus und besuchte in Zürich regelmäßig das Cabaret Voltaire , wo auch Werefkin und Jawlensky verkehrten. Um 1919 lernte van Rees Moissej Kogan (1879–1943) kennen, der seit 1909 Mitglied der N.K.V.M. war und dort 1909, 1910 und 1911 ausgestellt hatte.  Von 1923 bis 1926 folgten wechselnde Aufenthalte in den Niederlanden, in Paris und Ascona. 1924 war er Mitbegründer des Großen Bären. 1928 baute er ein Haus in Losone nicht weit von Ascona.

### Richard Seewald
Richard Seewald war deutscher Maler, Graphiker und Schriftsteller. 1909 begann er in München ein Studium der Architektur, wandte sich jedoch bald als Autodidakt der Malerei zu. Er fertigte Zeichnungen und Karikaturen für verschiedene Zeitschriften, beispielsweise für die Zeitschrift Jugend. 1910 war Seewald zum ersten Mal in Ascona und lernte Ernst Frick kennen. Er ließ sich im nahen Ronco nieder. 1911 stellte er in der Münchener Moderne Galerie Heinrich Thannhauser aus, in der die Künstler der N.K.V.M. 1909 zum ersten Mal gemeinsam an die Öffentlichkeit getreten waren. 1912 stellte Seewald zusammen mit Werefkin im Münchener Kunstsalon Max Dietzel aus.  Auch er stellte 1913 im Ersten Deutschen Herbstsalon aus. 1914 wurde Seewald vom Kriegsdienst freigestellt. 1919 hatte er bei dem Münchener Kunsthändler Hans Goltz eine Einzelausstellung. Immer wieder reiste Seewald in den Mittelmeerraum, illustrierte seine eigenen- und die Bücher anderer Autoren. 1924 war er Mitbegründer des Großen Bären. Noch im gleichen Jahr wurde er als Professor an die Kölner Werkschulen berufen. 1929 konvertierte der Künstler zum Katholizismus im Collegio Papio der Benediktiner in Ascona und nahm Aufträge für Wandbilder im sakralen Raum an; beispielsweise malte er die Kapelle SS. Annunziata in Ronco aus. Als sich 1931 das kulturpolitische Klima in Köln änderte, zog Seewald endgültig nach Ronco, wo er 1939 Ehrenbürger wurde. Erst nach 1933 wurde Seewald Mitglied des Großen Bären, nachdem sich Otto Niemeyer-Holstein im Nazi-Deutschland aus dem Kunstbetrieb zurückgezogen hatte und auch im Ausland keine Ausstellungen mehr beschickte.

### Marianne von Werefkin
Marianne von Werefkin, der Großteil ihres künstlerischen Nachlasses befindet sich in der Fondazione Marianne Werefkin in Ascona, war „die profilierteste Figur der Künstlergruppe Der Große Bär.“  Schon am Ende des 19. Jahrhunderts hatte ihre Malerei in ihrer Heimat so große Anerkennung gefunden, dass man ihr den Beinamen „Russischer Rembrandt“ gab.
1896 zog sie mit Jawlensky nach München und stellte, um ihn zu bilden, ihre eigene Maltätigkeit für zehn Jahre ein. 1903 machte sie ihn auf einer ersten Frankreichreise mit der Kunst des Neoimpressionismus und der von Vincent van Gogh vertraut. 1906 während der zweiten Frankreichreise  mit Jawlensky nahm Werefkin ihre Kunst wieder auf und malte im expressionistischen Stil. Den Neoimpressionismus hatte sie übersprungen. Auf ihrer dritten Frankreichreise 1911 mit Jawlensky begegneten sie erstmals Henri Matisse.
Nach Ausbruch des Ersten Weltkriegs emigrierte sie 1914 mit Jawlensky in die Schweiz. Zunächst lebten sie in Saint-Prex am Genfersee, 1917 in Zürich und zogen 1918 nach Ascona. 1921 trennte sich Jawlensky von Werefkin und zog nach Wiesbaden. Sie dagegen lebte bis zu ihrem Tod 1938 mit einem Nansen-Pass in Ascona und war nie Schweizerin geworden.

## Ausstellungen des Großen Bär
Seine erste Ausstellung 1924 arrangierte der Verein im Café Verbano in Ascona. Unter dem Namen Der Große Bär fanden Ausstellungen statt, an denen nicht nur und nicht immer alle Vereinsangehörige teilnahmen. Von 1924 bis 1941 wurden Ausstellungen in Ascona jährlich meist im Museo Comunale gezeigt. Daneben diente aber auch die Casa Serodine als Ausstellungsort. Weitere Ausstellungen fanden in der Kunsthalle Bern, im Kunsthaus Zürich, im Kunstmuseum Luzern und im Kunstmuseum St. Gallen statt. Ein besonderer Stellenwert kommt einer Ausstellung zu, die 1928 in der Galerie Nierendorf in Berlin gezeigt wurde.  Im Kriegsjahr 1941 löste sich Der Große Bär auf.

## Der Korpsgeist des Großen Bär
Die Künstlervereinigung war keine stilistisch gebundene Künstlervereinigung. Ihm fehle die „Kampfstellung nach außen, das Pathos des Prinzipiellen, das Verfechten heftig umgrenzter stilistischer Eigentümlichkeiten“ , glaubte man 1928 kritisieren zu können. Dabei hatte man übersehen, dass gerade die Spielregeln einer kollegialen Zusammengehörigkeit unterschiedlicher Maler und nicht ein formuliertes Programm auf charakteristische Werte jener Künstlervereine zurückweist, die die Werefkin in München mitgestaltete. Schon im Zusammenhang der Bruderschaft von Sankt Lukas sagte Werefkin, dass „Kunst, Freundschaft und Sympathie“ die Mitglieder verbinde. Ebenso wenig waren es stilistische Zwänge, die zur Gründung der N.K.V.M. führten, sondern eine generelle Offenheit gegenüber verschiedenen Stilrichtungen, zum Beispiel des Neoimpressionismus, den einige Maler noch 1909 vertraten. 
Sogar die Redaktion Der Blaue Reiter bekannte sich zu einer Pluralität der Stilrichtungen. In der Präambel des Katalogs zu seiner ersten Ausstellung 1911 lautet es nämlich: „Wir suchen in dieser kleinen Ausstellung nicht eine präzise und spezielle Form zu propagandieren, sondern wir bezwecken in der Verschiedenheit der vertretenen Formen zu zeigen, wie der innere Wunsch der Künstler sich mannigfaltig gestaltet.“  In ihr klingt jenes „Princip der Freiheit“  nach, mit dem Werefkin als einzige Kandinskys abstraktes Gemälde „Komposition V, Das Jüngste Gericht“ am 2. Dezember 1911 verteidigte , als ginge es um Sein oder Nichtsein der Kunst. Es dauerte fast zehn Jahre bis akzeptiert wurde, dass sich die Künstler des Großen Bären trotz aller Verschiedenartigkeit zu „gemeinsamer Arbeit und kameradschaftlichem Zusammenhalten“ verbunden hatten.  Schon 1928 hatte sich Werefkin in ihren bebilderten „Ascona Impressionen“ sehr ähnlich ausgedrückt, die sie dem Zürcher Kunstkritiker Hans Trog (1864–1928) widmete : „Wir Asconeser Künstler sind sehr anständig und collegial zu einander.“ 